# 李绍然
李绍然（1939年—），山东烟台海阳市人，为上海美术家协会会员、上海连环画研究会会员。其文学书法，绘画底蕴深厚，在多个领域均有建树，被戏称“杂家”。 

## 生平
毕业於浙江美术学院（现中国美术学院）中国画系人物专业，师从国画泰斗潘天寿、书法大家陆维钊、国画大家诸乐三、人物画大师方增先、周昌谷、顾生岳、李震坚、宋宗元，以及山水画大师陆俨少、山水名家潘韵。毕业后分配至上海美术电影制片厂擔任编辑，后借调上海美术出版社创作连环画。
除去繪製連環畫外，也在《文汇报》副刊的“赏花集”专栏及其他刊物上发表過系列美术评论，也曾创作《幸福罐头》、《自古英雄出少年》、《特别车队》等的劇本創作。
曾在上海华山美术学校、上海文学艺术院、上海大学美术学院动画系、上海出版印刷高等专科学校、台湾嘉义市高级职校和文化中心教授繪畫。在吉林动画学院、北京大学数字学院教授过美术片编剧。